# Bandy als Jocs Olímpics d'hivern de 1952

Als Jocs Olímpics d'Hivern de 1952 celebrats a la ciutat d'Oslo (Noruega) es disputà una prova de bandy, un esport similar a l'hoquei sobre gel i molt popular als països nòrdics, en categoria masculina com a esport de demostració.
La competició se celebrà entre els dies 21 i 23 de febrer a l'Estadi Olímpic d'Oslo. Aquest fou el primer torneig internacional d'aquest esport fins a la creació del Campionat del Món de Bandy l'any 1957.

## Resum de medalles
| Prova | Or     | Argent  | Bronze    |
| Bandy | Suècia | Noruega | Finlàndia |

## Medaller
| Posició | País      | Or | Argent | Bronze | Total |
| 1       | Suècia    | 1  | 0      | 0      | 1     |
| 2       | Noruega   | 0  | 1      | 0      | 1     |
| 3       | Finlàndia | 0  | 0      | 1      | 1     |
|         |           |    |        |        |       |
| Total   | Total     | 1  | 1      | 1      | 3     |

## Resultats
| 20 de febrer | Finlàndia | 3–2 | Noruega   |
| 21 de febrer | Noruega   | 2–1 | Suècia    |
| 23 de febrer | Suècia    | 4–0 | Finlàndia |

### Classificació final
| Joukkue   | PJ | V | E | P | Dif. gols | Punts |
| --------- | -- | - | - | - | --------- | ----- |
| Suècia    | 2  | 1 | 0 | 1 | 5–2       | 2     |
| Noruega   | 2  | 1 | 0 | 1 | 4–4       | 2     |
| Finlàndia | 2  | 1 | 0 | 1 | 3–6       | 2     |